# Hipocôndrio direito
Hipocôndrio direito é um das nove divisões da anatomia de superfície da parede  abdominal. Localiza-se acima da cintura, mas abaixo do tórax, na região das costelas (9ª à 12ª), à direita do epigástrio, no terço mais cefálico. Os principais órgãos que se encontram sob esta região são o fígado e a vesícula biliar.

## Outras regiões da parede do abdômem

Linhas superficiais da frente do tórax e abdômen.

- Hipocôndrio esquerdo
- Epigástrio
- Flanco direito
- Flanco esquerdo
- Mesogástrio
- Fossa ilíaca direita
- Fossa ilíaca esquerda
- Hipogástrio